# Ratusz Nowomiejski w Toruniu
Ratusz Nowomiejski – siedziba władz Nowego Miasta, która znajdowała się na Rynku Nowomiejskim w latach 1303-1818.
Ratusz został zbudowany na początku XIV wieku w stylu gotyckim. Po pożarze w 1351 przybrał formę, która jest przedstawiona na XVIII-wiecznych rysunkach Steinera. Po integracji starego i nowego miasta w jeden organizm urbanistyczny przez pewien czas ratusz nowomiejski był pomocniczą siedzibą władz miejskich, a w początku XVII wieku został przejęty na magazyn handlowy rodziny Strobandów. Po 1667 gdy ewangelicy utracili kościół św. Jakuba, budynek ratusza został zamieniony na zbór pw. Trójcy Św., służący ewangelickiej gminie nowomiejskiej. Z racji na zły stan techniczny został on rozebrany w 1818, a na jego fundamentach wzniesiono nowy neoromański budynek kościoła Trójcy Świętej. Z dawnego ratusza zachowały się jedynie gotyckie piwnice.

## Architektura
Główny budynek ratusza został wzniesiony na planie prostokąta, ze schodkowymi szczytami. Piętro było miejscem posiedzeń rady i sądu ławniczego, a parter pełnił funkcje handlowe. Równolegle biegł węższy i niższy budynek o przeznaczeniu handlowym. Oba budynki były połączone murami kurtynowymi, wydzielającymi wewnętrzny dziedziniec. 

## Galeria

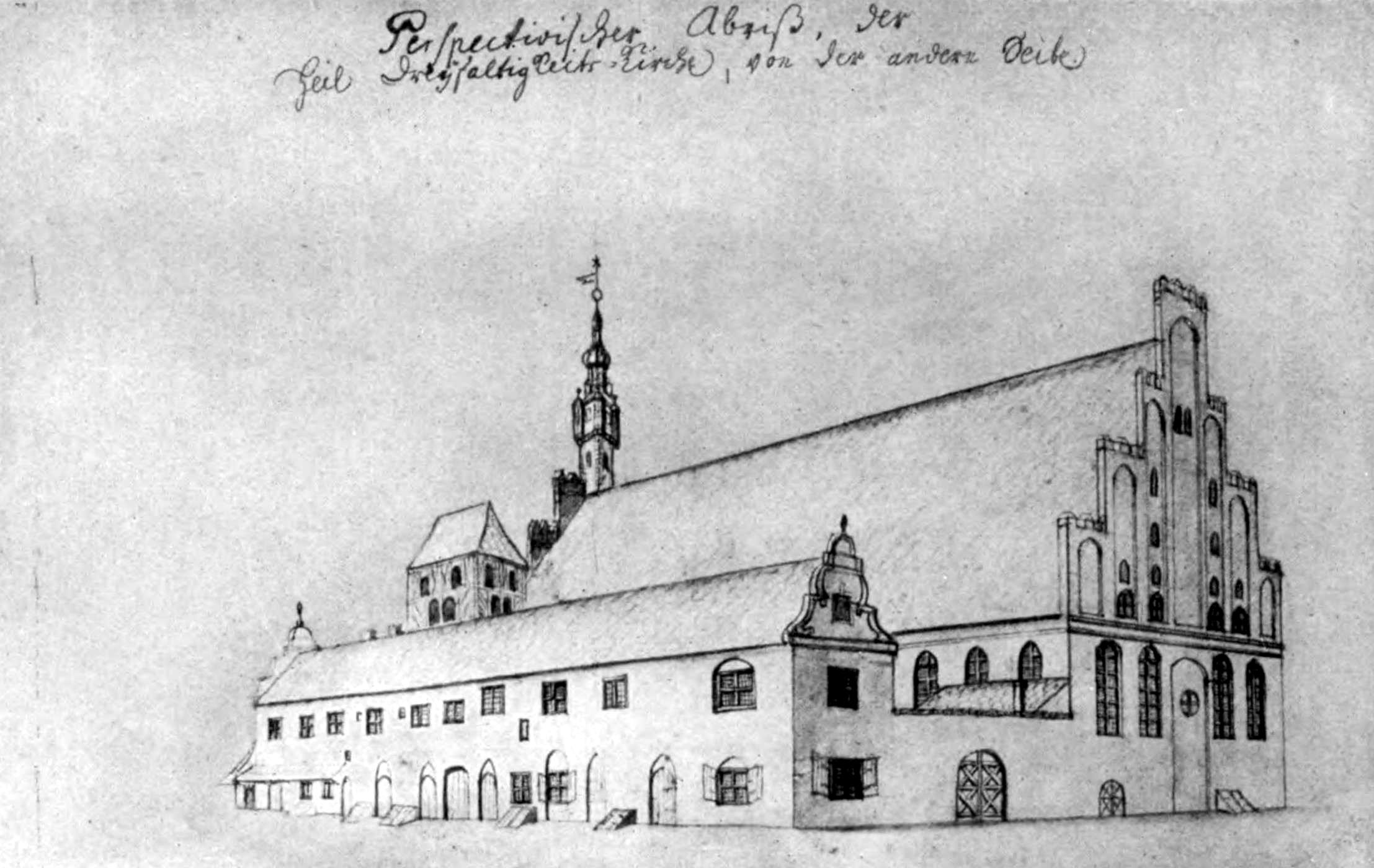
Kościół św. Trójcy od strony południowej według G.F.Steinera (dawny Ratusz)
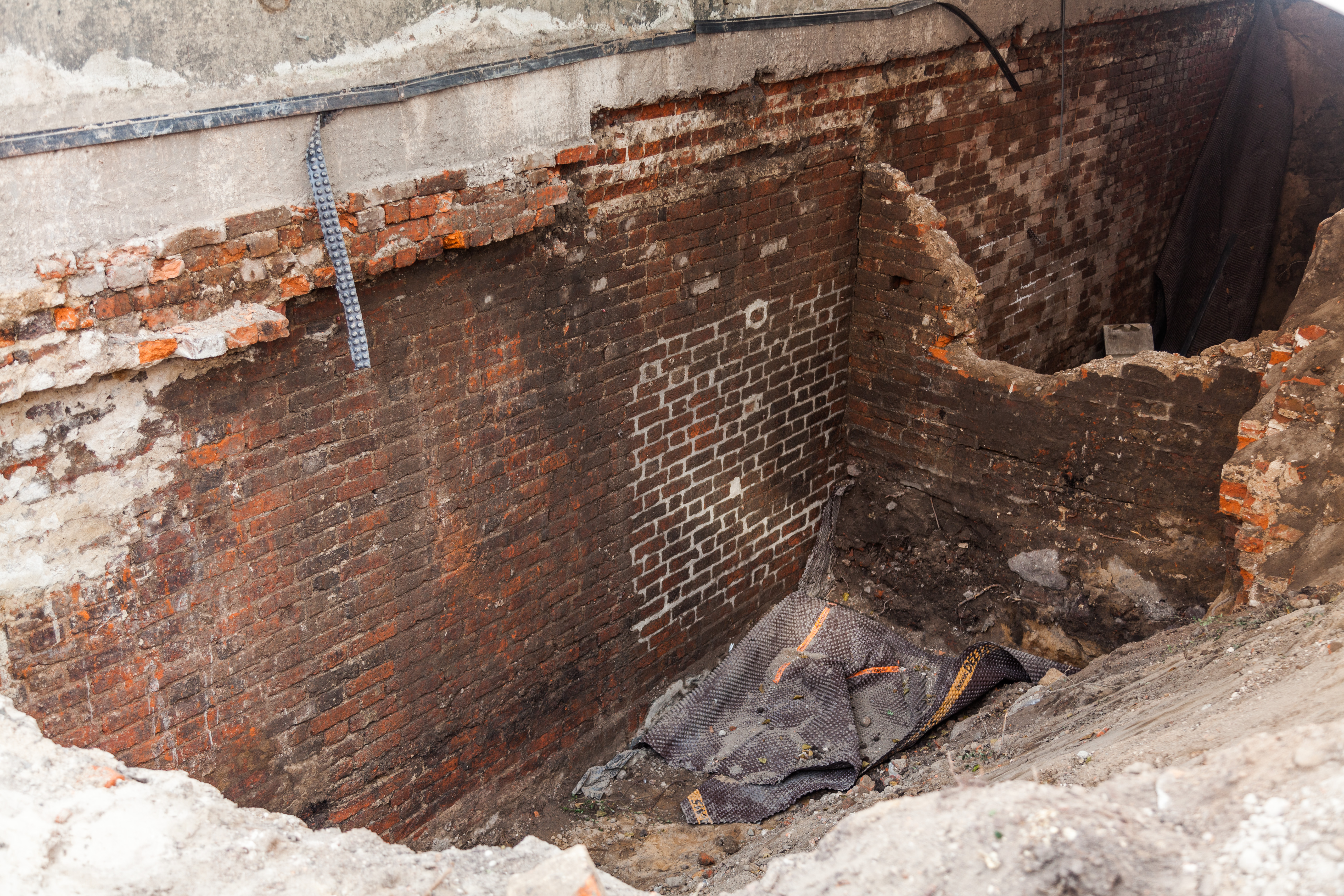
Relikty ratusza, odkryte w 2010 w trakcie konserwacji murów kościoła św. Trójcy